# Coprosma areolata
Coprosma areolata là một loài thực vật có hoa trong họ Thiến thảo. Loài này được Cheeseman mô tả khoa học đầu tiên năm 1885.